# 微生物

一群放大10000倍的大肠杆菌细菌。

微生物是难以用肉眼直接看到的微小生物总称，包括真细菌、古細菌、真菌、放线菌、原生动物、藻类等有细胞结构的微生物，以及病毒、支原体、衣原体等无完整细胞结构的生物。

## 微生物的主要特性
1. 体积小，面积大。一个体积恒定的物体，被切割的越小，数量越多，其相对表面积越大。微生物体积通常很小，如一个典型的球菌，其体积约1mm³，可是其相对表面积却很大。正因爲有了較高的相對表面積做基礎，微生物才有了一些獨特的特徵，比如能夠快速代謝。
2. 吸收多，转化快。微生物通常具有极其高效的生物化学转化能力。据研究，乳糖菌在1个小时之内能够分解其自身重量1000-10000倍的乳糖，产朊假丝酵母菌的蛋白合成能力是大豆蛋白合成能力的100倍。
3. 生长旺，繁殖快。相比于大型动物，微生物具有极高的生长繁殖速度，微生物理论上能做到指数级增长。大肠杆菌能够在12.5-20分钟内繁殖1次。不妨计算一下，1个大肠杆菌假设20分钟分裂1次，1小时3次，1昼夜24小时分裂24×3=72次，大概可产生472236650o万亿个个体（2的72次方），这是非常巨大的数字。但事实上，由于各种条件的限制，如营养缺失、竞争加剧、生存环境恶化等原因，微生物无法完全达到这种指数级增长。在液体培养中，细菌细胞的浓度一般仅有108～109个/mL左右。已知大多數微生物生長的最佳pH範圍為7.0 (6.6~7.5)附近，仅部分低於4.0。微生物的这一特性使其在工业上有广泛的应用，如发酵、单细胞蛋白等。微生物是人类不可或缺的好朋友。
4. 适应强，易变异。由于其相对表面积大的特点，微生物具有非常灵活的适应性或代谢调节机制。微生物对各种环境条件，尤其是在如同高温、强酸、高盐、高辐射、低温等這樣十分惡劣的環境條件下的适应能力。微生物个体一般是单细胞、非细胞或者简单多细胞，加之繁殖快、数量多等特点，即使变异频率十分低，也能在短时间内产生大量遗传变异的后代。有益的变异能为人类社会创造巨大经济和社会效益，而有害变异則是人类大敌。
5. 分布广，种类多。由于微生物体积小、重量轻、数量多等原因，地球上除了火山中心区域等少数地方外，到处都有它們的踪迹。微生物种类多主要体现在以下五个方面：物种多样性；生理代谢类型多样性；代谢产物多样性；遗传基因多样性；生态类型多样性。

## 研究历史
1. 史前期。约西元前6世紀-西元1670s年代之前，人类对微生物的认识处于朦胧阶段，未能觀察到细菌等微生物的个体，僅能凭借实践经验利用微生物進行對人類有益的活动，如酿酒、发面、酿醋、製酱、沤肥、治病、轮作等。然而, 部份宗教 如耆那教 遠在數千年前便已相信存在肉眼無法看到的微小生物，但其見解仍與現今微生物學對於微生物的觀察結果相去甚遠。
2. 初创期。西元1676-1861年，处于对微生物的形态描述阶段。标志事件是微生物学先驱列文虎克用自制显微镜观察到了细菌等微生物的个体。人类能够对微生物的形態进行简单形态。
3. 奠基期。西元1861-1897年，属于生理水平研究阶段。这个阶段的代表人物有：巴斯德，微生物学的奠基人，其开创的巴斯德消毒法（Pasteurisation），至今仍广为使用。羅伯·柯霍（Robert Koch），细菌学的奠基人。在此阶段，微生物学开始起步；学者们创立了完整的、独特的微生物学基本研究方法；开始使用“实践-理论-实践”的思想方法开展研究，进入了，寻找人类和动物病原菌的黄金时期。
4. 发展期。西元1897-1953年，处于生化水平研究阶段。这个时期主要代表人是爱德华·比希纳(Eduard Buchner)，他对无细胞酵母菌“酒化酶”进行生化研究，发现了微生物的代谢统一性。普通微生物学开始逐步形成。爲寻找微生物的有益代谢产物，人們進行了大量的實驗。在這些試驗中，人們发现了抗生素青霉素，推动了微生物工业化培养，使其迅猛發展。而電子顯微鏡的發明和實用化，可以直接觀察到像病毒等，極微小到在傳統顯微鏡中難以識別的對象，對於這發展有重大的帮助。
5. 成熟期。西元1953年至今，對於微生物的研究处于分子生物学研究水平。这个时期的代表人是J.Watson和F.Crick，他们是分子生物学奠基人。这个时期研究的特点是广泛地运用分子生物学理论和现代研究方法，能夠深刻揭示微生物的生命活动规律；采取基因工程方法，把传统的工业发酵提高到发酵工程新水平；大量理论性、交叉性、应用性和实验性分支学科飞速发展；微生物的基础理论和独特实验技术推动了生命科学各个分科的快速发展。

## 原核生物的构造与功能

### 细菌
细菌是细胞细短（直径约0.5微米，长约0.5～5微米）、结构简单、胞壁坚韧、多二分裂繁殖和水生性强的一类原核生物。
细菌分布广泛，在人体外部和四周，到处都有细菌存在。細菌大多喜好温暖、潮湿和有机质存在的地方，而且常常散发一股特殊的臭味和酸败味。夏天，固体食品表面时而出现水珠状、鼻涕状、浆糊状等色彩多样的突起，这是细菌菌落或菌苔。若用小棒挑动，常会拉出丝状物；用手抚摸，常有粘滑的感觉。若液体中出现浑浊、沉淀或漂浮“白花”，并伴有气泡冒出，也说明液体中可能有大量细菌。
当人类没有发现细菌时，少数病原菌很猖獗，夺走无数生命；不少腐败菌也常引起各种食物和工农业产品腐烂变质；还有细菌会引起作物病害。随着人类对细菌的研究逐漸深入，情况发生了根本的变化。目前，细菌引起的人类和动植物传染病得到较好的控制。许多有益细菌被发掘出来，应用于生产实践中，给人类带来巨大的经济效益、社会效益和生态效益。比如在工业生產中，利用各种核苷酸、氨基酸、丙酮、丁醇和抗生素等進行发酵生产；在农业上，生產杀虫菌剂、细菌肥料，還有沼气、污水处理，饲料的青贮加工等；在医药上，各种菌苗、类毒素、代血浆等产品的生产；在冶金领域的细菌浸矿、金属富集；在石油开采领域，钻井液添加剂（黄原胶）的生产；在许多重大基础研究领域中，细菌还被用作模式生物（比如大肠杆菌），进行基础研究。

#### 细胞的形态构造及功能

##### 形态和染色
细菌细胞的表面特征可从形态、大小和细胞间排列方式三方面加以描述。其形态非常简单，有球状、杆状和螺旋状三大类，极少数为其他形状（丝状、三角形、方形和圆盘形等）。
球形的细菌称为球菌，根据分裂的方向及随后彼此的连接方式又可分为单球菌、双球菌、四联球菌、八叠球菌、链球菌和葡萄球菌等。杆状的细菌称为杆菌,其细胞外形较球菌复杂，常有短杆状、棒杆状、分枝状、螺杆状等；按杆菌细胞的排列方式则有链状、栅状、“八”字状以及由鞘衣包裹在一起的丝状等。螺旋状的细菌称为螺旋菌，若螺旋不足一环者则成为弧菌，满2～6环的小型、坚硬的螺旋式细菌称之为螺菌，旋转周数多、长而柔软的螺旋状细菌称为螺旋体。三种形态的细菌之中，杆菌最常见，球菌次之，螺旋状的最少。

#### 细菌的群体形态
细菌的培养基一般有固体培养基、半固体培养基和液体培养基三种，细菌的群体形态一般也是指在这三种培养基上所呈现的形态特征。
①在固体培养基上（内）呈现的形态
将单个细菌细胞接种到固体培养基表面（有时是内层），当其占据一定发展空间，并处在合适的条件下时，该细胞就会迅速生长繁殖并形成细胞堆，这就是菌落（colony）。如果把大量分散的纯种细胞密集接种在固体培养基表面上，结果长出的大量“菌落”已相互连成一片，形成菌苔（bacterial lawn）。
细菌菌落有自己的特征，多呈现湿润、较光滑、较透明、粘稠、质地均匀等特征。这是因为细菌属单细胞生物，菌落内无数细胞并没有形态、功能上的分化等等。菌落对微生物学研究作用很大，比如，可以用于微生物分离、纯化、鉴定、计数、选种等系列工作。
②在半固体培养基上呈现的形态
纯种细菌在半固体培养基上会呈现许多特有的培养形状，对菌种鉴定非常重要。若选用明胶半固体培养基，可以判断细菌是否產生了蛋白酶和其他特性等；若用琼脂半固体培养基，可以判别细菌的运动能力和其他特性。常用以判別細菌的活動能力，稱為活動能力測試(motility test)。
③在液体培养基内呈现的形态
由于细菌细胞比重、运动能力和对氧气需求等特征的不同，细菌在液体培养基中生长時，会形成几种不同的群体形态。多数呈现为混浊，部分呈现为沉淀，好氧性细菌则在液体培养基表面大量生长，形成有特征的、有厚薄差异的菌璞（pellicle）或菌膜（scum）。

### 蓝细菌
蓝细菌（cyanobacteria）,又名蓝藻（blue algae）或（blue-green algae），属于大型原核生物，进化历史悠久。屬革兰氏阴性菌，无鞭毛（一般不具有运动能力），含叶绿素，但不形成叶绿体，能进行产氧性光合作用。
蓝细菌细胞一般比细菌大，直径通常为3-10微米，最大的有60微米。细胞形态多样，大体可分为5类：由二分裂形成的单细胞，如粘杆蓝细菌属（Gloeothece）；由复分裂形成的单细胞，如皮果篮戏剧属（Dermocarpa）；有异形胞的菌丝，如鱼腥蓝细菌属（Anabaena）；无异形胞菌丝，如颤蓝细菌属（Oscillatoria）；分枝状菌丝,如飞氏蓝细菌属（Fischerella）。
细胞构造与革兰氏阴性细菌相似，具有含肽聚糖的双层细胞壁。许多种类，尤其是水生种类在其壁外有粘质糖被或鞘，不但可以集合各单细胞，还可以进行滑行运动。细胞质周围含有复杂的光合色素层，常以类囊体（thylakoid）形式出现，类囊体含有叶绿素a和藻胆素（phycopilin）。细胞内含有羧酶体，能固定二氧化碳。在水生种类细胞中，常伴有气泡构造。细胞的内含物还有能用作碳源营养的糖原、PHB，可用作氮源营养的蓝细菌肽（cyanophycine）和贮存磷的聚磷酸盐等。细胞内的脂肪酸较为特殊，含有2个至多个的不饱和脂肪酸，其他原核生物通常只有饱和脂肪酸和单个双键的不饱和脂肪酸。
蓝细菌在自然界分布广泛，他们的分佈於各种水体、土壤和部分生物体内外，甚至在岩石表面和其他非常恶劣的环境（高温、低温、盐湖、荒漠和病原等环境）中，具有“先锋生物”之美称。

### 放线菌
放线菌是主要呈丝状生长並以孢子繁殖的一类原核生物，并且其陆生性较强。由于与细菌十分接近，且现已发现的80余属防线菌几乎都显示革兰氏阳性，因此，也可以将放线菌归为一类呈丝状生长、以孢子繁殖的革兰氏阳性菌。放线菌主要分布在水量低、有机物丰富并且呈微碱性的土壤中。放线菌产生的土腥味素使泥土散发泥腥味。每克土壤中放线菌的孢子数可达107个。
放线菌与人类关系密切，绝大多数是有益菌，对人类健康尤为重要。迄今为止的近万种抗生素中，约70%由放线菌产生。新筛选到的许多生化药物多数是放线菌的次生代谢产物，包括抗癌剂、酶抑制剂、抗寄生虫剂、免疫抑制剂和农用杀虫剂等等。放线菌还可以产生多种酶、维生素等。弗兰克氏菌属（Frankia）对非豆科植物的共生固氮具有重大作用。放线菌在甾体转化、石油脱蜡和污水处理中也起重要作用。许多放线菌具有极强的分解纤维素、石蜡、角蛋白、琼脂和橡胶等的能力，在环保、提高土壤肥力和自然界物质循环中起着重大作用。只有极少数放线菌有害，能造成人和动植物病害。

#### 放线菌的形态构造
1. 典型放线菌（链霉菌）的形态构造。自然界中放线菌种类多，形态构造、生理生态多种多样。姑且以分布最广、种类最多、形态特征最典型、与人类关系最密切的链霉菌属为例来说明放线菌的一般形态、构造和繁殖方式。
2. 其他非典型放线菌的形态构造。第一类，菌丝断裂成杆状的放线菌。诺卡氏菌属（Nocardia）为代表的原始放线菌，拥有发达的分枝状菌丝，但多数没有悬浮在空气中的气生菌丝。当营养菌丝成熟后，以横膈分裂方式产生形状较一致的杆状、球状或分枝状的分生孢子。第二类，菌丝顶端形成少量孢子。有若干属放线菌，如小单孢菌属（Micromonospora）会在分枝的基内菌丝顶部产一个孢子，小双孢菌属（Microbispora）和小四孢菌属（Microtetraspora）在基内菌丝不形成孢子而在气生菌丝顶部形成2个和4个孢子。第三类，具有孢囊结构并产生孢囊孢子的放线菌。孢囊链霉菌属(Streptosporangium)的放线菌其气生菌丝的孢子丝盘卷形成孢囊，内部产生多个孢囊孢子，孢子无鞭毛。第四类，含有孢囊并产游动孢子。游动放线菌属(Actinoplanes)气生菌丝生长不发达，在基内菌丝形成孢囊，内涵孢囊孢子，孢子上生有鞭毛，可运动。

### 支原体、衣原体和立克次氏体
1. 支原体 在长期自然进化中形成，呈革兰氏阴性，主要营细胞内寄生的无细胞壁的原核生物。其细胞膜中含有一般原核生物所没有的甾醇，即使缺乏细胞壁，其细胞依然具有较高的机械强度。支原体的主要特点：细胞很小，直径一般为150-300nm；细胞膜结构含有甾醇，比其他原核生物的膜更坚韧；无胞壁，格兰仕呈阴性；对渗透压敏感；对抑制细胞壁合成的抗生素不敏感；菌落偏小，直径0.1-1.0mm，在固体培养基表面表现为特有的“油煎蛋”状；繁殖方式以二分裂和出芽为主；能在含血清、酵母膏、甾醇等营养丰富的培养基上生长；多数能以糖类做能源，可在有氧或无氧条件下进行代谢；对抑制蛋白质合成和破坏含甾体敏感的抗生素比较敏感。
2. 衣原体 一类在真核细胞内专营能量寄生呈格兰仕阴性的小型原核生物。衣原体的结构特点：有细胞构造；有细胞壁，但无肽聚糖；缺乏产生能量的酶，必须细胞内寄生生活；繁殖方式为二分裂；有核糖体；对抑制细菌的抗生素和药物敏感；因专性能量寄生，故只能用活体进行培养。
3. 立克次氏体 是一类专门寄生于真核细胞内的格兰仕阴性原核生物。立克次氏体的主要特点：细胞较大，光学显微镜下清晰可见；有细胞壁，格兰仕阴性；不能独立生活，在真核细胞内专性寄生。细胞形态多样，有球状、双球状、杆状等；繁殖方式为二分裂；产能代谢途径不完整，不能利用葡萄糖和有机酸，只能利用谷氨酸和谷氨酰胺提供能量；对青霉素等抑制细胞壁合成的抗生素敏感；对热敏感，56摄氏度以上一般半个小时就能被杀死。

## 微生物的新陈代謝
微生物的代謝指微生物（細胞）内發生的全部化學反應。
微生物的代謝異常旺盛，這是由於微生物的表面積與體積比很大（約是成年人的30万倍），使它們能夠迅速與外界環境進行物質交換。
代謝產物
微生物在代謝過程中，會產生多種代謝產物。根據代謝產物與微生物生長繁殖的關係，可以分爲初級代謝產物和次級代謝產物兩類。
初級代謝產物是指微生物通過代謝活動產生的、自身生長和繁殖所必須的物質，如氨基酸、核苷酸、多糖、脂質、維生素等。在不同種類的微生物細胞中，初級代謝產物的種類基本相同。
次級代謝產物是指微生物生長到一定階段才產生的化學結構十分複雜，對該微生物無明顯生理功能，或並非是微生物生長和繁殖所必須的物質，如抗生素、毒素、激素、色素等。不同種類的微生物所產生的次級代謝產物不相同，它們可能積累在細胞内，也可能排到外環境中。
代謝的調節
微生物在長期的進化過程中，形成了一整套完善的代謝調節系統，以保證証代謝活動經濟而高效地進行。微生物的代謝調節主要有兩种方式：酶合成的調節和酶活性的調節，前者是通过调节酶合成的数量实现代谢调控，后者是通过改变酸碱环境或酶结构来实现对代谢的调控。
另外人工控制微生物代謝的措施包括改變微生物遺傳特徵，控制生産過程中的各種生化條件等。

## 主要分类
微生物主要分为以下几类：（參見生物分類總表）
- 原核微生物
  - 细菌（Bacteria）
  - 古菌（Archaea）
- 真核微生物
  - 真菌（Fungi）
  - 原生动物（protozoan）
  - 藻类（algae）
- 非细胞生物
  - 病毒（virus）
  - 类病毒（virusoid）
  - 拟病毒（viroid）
  - 朊毒体（亦称朊病毒、蛋白质质感染性颗粒，prion）

土壤微生物是存在于地表面或土壤颗粒间隙和颗粒表面的微生物。土壤中可以观察到细菌、放线菌、子囊菌、担子菌、酵母菌、藻类、原生动物等多种微生物。其种类和数目随土层深度、氢离子浓度、温度、湿度和季节而有明显变化。藻类在地表面或靠近地表面的土层进行光合作用，硝化细菌、铁细菌和硫细菌等进行化学合成作用，其他微生物则营有机营养生活。在深层土壤等特殊条件下还发现有进行特殊化学合成作用的无机营养型细菌。细菌多分布在中性至弱碱性土壤，好氧性细菌多分布在上部土层，厌氧性细菌则多分布在下部土层。真菌多分布在酸性土壤。枯草杆菌、假单胞菌、梭状芽孢杆菌、大肠杆菌、纤维分解菌、放线菌以及各种真菌等，都是营有机营养生活的，都能分解土壤有机质，作为分解者而在自然界（生态系）的物质循环中起着重大作用。由土壤微生物引起的土壤呼吸与碳素循环有关，而由土壤微生物引起的固氮作用、硝化作用、反硝化作用等则与氮素循环有关。生物体内保持的营养盐分，经土壤微生物分解矿化，重新转化为植物能够利用的形态。S．A．Waksman很重视土壤微生物社会中由抗菌物质的存在所出现的生物拮抗作用。
有八類

## 微生物学及其分科
- 按研究基本生命活动规律来划分，有微生物分类学，微生物生理学，微生物遗传学，微生物生态学，分子微生物学等等。
- 按微生物应用领域来划分，有工业微生物学，农业微生物学，医学微生物学，药用微生物学，诊断微生物学，抗生素学，食品微生物学等等。
- 按研究对象来划分，有细菌学，真菌学（菌物学），病毒学，原核生物学，自养菌生物学，厌氧菌生物学等。
- 按微生物所处的生态环境划分，有土壤微生物学，微生态学，海洋微生物学，环境微生物学，水微生物学，宇宙微生物学等。
- 按学科间的融合交叉划分，有化学微生物学，分析微生物学，微生物生物工程学，微生物化学分类学，微生物数值分类学，微生物地球化学，微生物信息学等。

## 微生物的作用
微生物与人类的生产、生活和生存息息相关。有很多食品（如酱油、醋、味精、酒、酸奶、奶酪、蘑菇）、工业品（如皮革、纺织、石化）、药品（如抗生素、疫苗、维生素、生态农药）是依赖于微生物制造的；微生物在矿产探测与开采、废物处理（如水净化、沼气发酵）等各种领域中也发挥重要作用。微生物是自然界唯一认知的固氮者（如大豆根瘤菌）与动植物残体降解者（如纤维素的降解），同时位于常见生物链的首末两端，从而完成碳、氮、硫、磷等生物质在大循环中的衔接。若没有微生物，众多生物就失去必需的营养来源、植物的纤维质残体就无法分解而无限堆积，就没有自然界当前的繁荣与秩序或人类的产生与维续。
此外，微生物对地球上气候的变化也起着重要作用。许多微生物直接参与了温室气体的排放或者吸收，而也有很多微生物可以成为未来的生物燃料。

## 使食品腐敗的微生物
| 微生物                                         | Gram’s(+,-) | 外型      | 需氧情形       | 特徵                     | 食品腐敗                             |
| ---------------------------------------------- | ----------- | --------- | -------------- | ------------------------ | ------------------------------------ |
| 假單胞菌 Pseudomonas                           | 陰性        | 桿菌      | 好氧           | 無芽胞、嗜冷、產色素     | 魚、貝、肉、乳                       |
| 微球菌 Micrococcaceae(小球菌)                  | 陽性        | 球菌      | 好氧           | 嗜中溫、分解醣類產酸     | 魚                                   |
| 葡萄球菌 Staphylococcus(Cluster群狀的球體菌)   | 陽性        | 球菌      | 兼性厭氧       | 嗜中溫、分解醣類產酸     | 魚                                   |
| 芽孢桿菌 Bacillus                              | 陽性        | 桿菌      | 好氧、兼性厭氧 | 產孢、嗜中溫             | 魚、肉的腐敗與中毒                   |
| 梭菌 Clostridium                               | 陽性        | 桿菌      | 厭氧           | 產孢、嗜中溫             | 魚、肉的腐敗與中毒                   |
| 腸桿菌 Enterobacteriaceae(腸細菌屬)            | 陰性        | 桿菌      | 好氧、兼性厭氧 | 無芽孢、發酵糖產酸、產氣 | 食品的酸敗、腐臭、變形桿菌、沙雷氏菌 |
| 弧菌 Vibrio 黃桿菌 Microbacterium maritypicum  | 陰性        | 弧菌 桿菌 | 兼性厭氧       | 低溫、低鹽(3~5%)生長     | 魚、貝類腐敗                         |
| 嗜鹽桿菌 Halophiles 嗜鹽球菌 Halococcus Schoop | 陰性        | 桿菌 球菌 | 好氧           | 高濃度鹽水               | 海產魚、並可產生橙紅色素             |
| 醋酸桿菌                                       | 陰性        | 桿菌      | 好氧           |                          | 蔬果、果汁、使酒腐敗                 |
| 乳酸桿菌 丙酸桿菌                              | 陽性        | 桿菌      | 兼性厭氧、耐氧 |                          | 乳製品的酸敗                         |

## 微生物与人类健康
微生物与人类健康密切相关。多数微生物对人体是无害的。实际上，人体的外表面（如皮肤）和内表面（如肠道）生活着很多正常、有益的菌群。它们占据这些表面并产生天然的抗生素，抑制有害菌的着落与生长；它们也协助吸收或亲自制造一些人体必需的营养物质，如维生素和氨基酸。这些菌群的失调（如抗生素滥用）可以导致感染发生或营养缺失。然而另一方面，人类与动植物的疾病也有很多是由微生物引起，这些微生物叫做病原微生物（pathogenic microorganism）或病原（pathogen）。重要的人类致病微生物列于下表中。
| 疾病名称 | 致病原                               | 全球感染（携带者）人数       | 每年新发病例数  | 每年死亡人数     |
| -------- | ------------------------------------ | ---------------------------- | --------------- | ---------------- |
| 结核     | 结核分枝杆菌                         | 约20亿人（全球三分之一人口） | 881万例 (2003 ) | 175万人（2003 ） |
| 艾滋病   | 人类免疫缺陷病毒                     | 4200万人                     | 550万例         | 310万人          |
| 痢疾     | 志贺氏菌、痢疾杆菌、大肠埃希氏杆菌等 |                              | 27亿例          | 190万人          |
| 疟疾     | 疟原虫                               |                              | 3－5亿例        | 100万人          |

其他经常听说的致病微生物还有引起炭疽病的炭疽杆菌。

## 对现代生物学研究与医学技术的贡献
现代生物学的若干基础性的重大发现与理论，是在研究微生物的过程中或以微生物为实验材料与工具取得的。这些理论包括：
- 证明DNA（脱氧核糖核酸）是遗传信息的载体（三大经典实验：肺炎球菌的转化实验、噬菌体实验、植物病毒的重组实验）
- DNA的半保留复制方式（双螺旋的每一条子链分别、都是复制模板）
- 遗传密码子的解读（64个密码子各对应20种氨基酸及终止信号的哪一种）
- 基因的转录调节（operon, promoter, operator, repressor, activator的概念与调节方式）
- tRNA的翻译调节（terminator）
- 等等……（请添加）

现在，很多常用、通用的生物学研究技术依赖于微生物，比如：
- 分子克隆
- 重组蛋白在细菌或酵母中的表达

很多医学技术也依赖于微生物。比如：
- 以病毒为载体的基因治疗

## 备注
1. ↑  目前對於病毒是否為一種生物，學界仍有爭議；但在研究微生物學的領域內，總是涵蓋病毒學。

### 引用
1. ↑  Lucy Goodchild. . eurekalert. 2008-01-29  [2008-01-31]. （原始内容存档于2021-06-25）.